# 察瓦龙翠雀花
察瓦龙翠雀花（学名：Delphinium chrysotrichum var. tsarongense）为毛茛科翠雀属下的一个变种。

## 扩展阅读
- 維基物種上的相關：察瓦龙翠雀花